# Grenade RG-42
La grenade RG-42 était une grenade à fragmentation soviétique initialement introduite pendant la Seconde Guerre mondiale comme une mesure d'urgence. Elle continua à être utilisée par l'Union soviétique et ses alliés du Pacte de Varsovie dans la période d'après-guerre. Elle contenait environ 200 grammes de charge explosive (TNT) dans une enveloppe cylindrique. La grenade pouvait être lancée à 35 à 40 mètres et possédait un rayon létal effectif d’environ 10 mètres. Le poids total de la grenade avec sa fusée était d'environ 500 grammes. Elle utilisait les fusées UZRG, UZRGM ou UZRGM-2 à 3,2 ou 4,2 secondes de retard, comme les grenades RGD-5, RG-41, et F1.

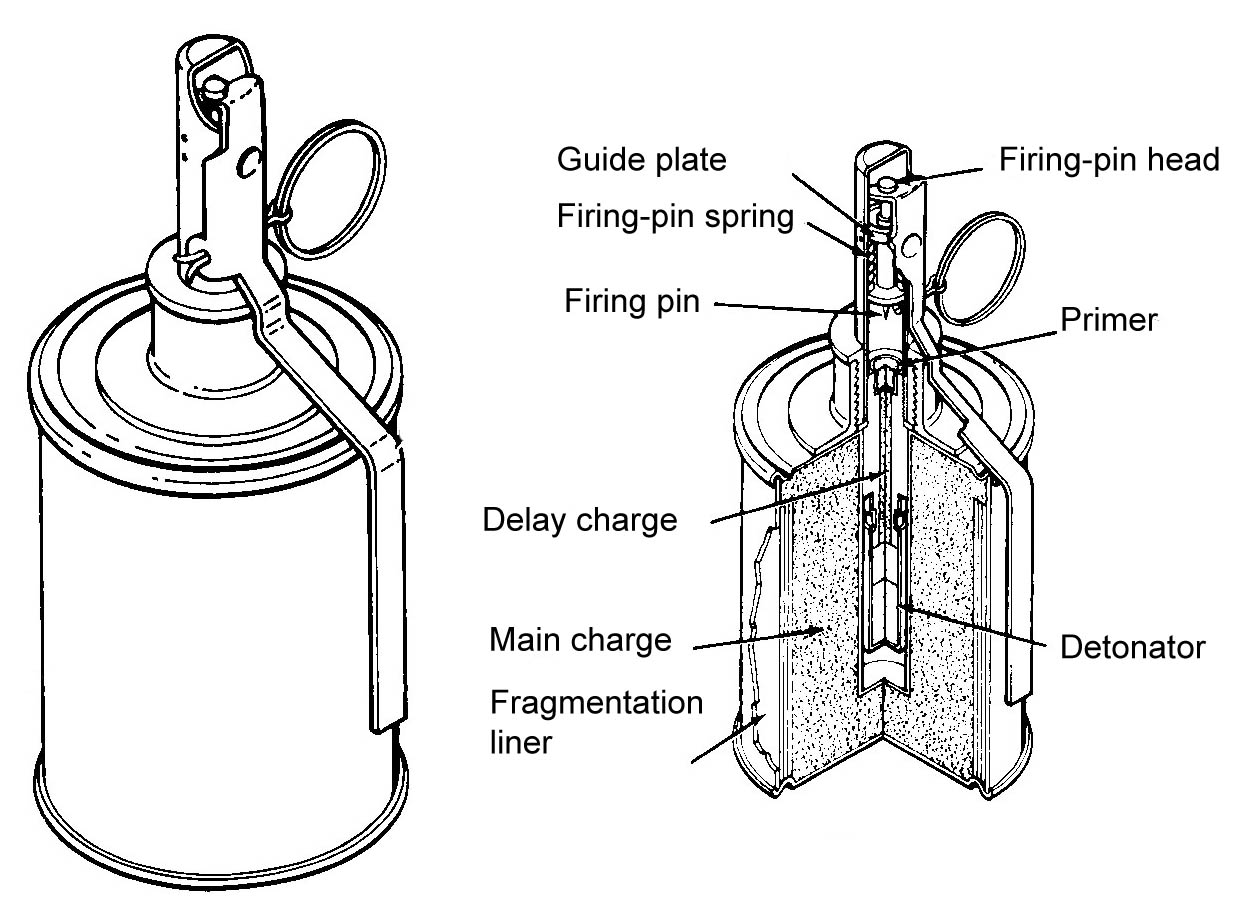
Schéma de la RG-42